# 波因特普莱森特比奇
波因特普莱森特比奇（英語：Point Pleasant Beach）是位於美國新澤西州海洋縣的自治市鎮。

## 人口
根據2020年美國人口普查的數據，波因特普莱森特比奇的面積為4.51平方千米，當中陸地面積為3.69平方千米，而水域面積為0.82平方千米。當地共有人口4766人，而人口密度為每平方千米1,057人。